# Jimmy Crespo
James "Jimmy" Crespo Jr. (Brooklyn, Nueva York, 5 de julio de 1954) es un guitarrista estadounidense de hard rock y heavy metal, reconocido por su corto paso por la banda Aerosmith a comienzos de la década de 1980. Es de origen portorriqueño, y creció en el seno de una familia aficionada a la música.

## Carrera
Crespo es quizás popular por haber pertenecido a la banda Aerosmith durante el periodo de 1979 a 1984, cuando reemplazó a Joe Perry, en lo que se denominó la "época oscura" de la banda, pues los discos grabados en dicho momento pasaron desapercibidos para la crítica. Crespo grabó con Aerosmith los discos de estudio Night in the Ruts (1979) y Rock in a Hard Place (1982).
El guitarrista también ha colaborado con artistas como Rod Stewart, Billy Squier, Flame, Adam Bomb, Bandaloo Doctors, Meat Loaf, The Cutt, Stress, Stevie Nicks, Robert Fleischman, Ian Lloyd y Phoenix.

## Plano personal
En 2019, Crespo tuvo que ser internado en cuidados intensivos luego de resbalar y sufrir un fuerte impacto en la cabeza que incluso afectó su capacidad de hablar. En noviembre del mismo año se informó que el músico había presentado una óptima recuperación.

## Discografía destacada

### Aerosmith
- Night in the Ruts (1979)
- Rock in a Hard Place (1982)
- Classics Live I (1986)
- Gems (1988)